# 約翰·史坦貝克
小约翰·恩斯特·斯坦贝克（John Ernst Steinbeck, Jr.，1902年2月27日—1968年12月20日），是20世纪的美國作家、戰地記者，1962年度的诺贝尔文学奖得主。其主要代表作有《愤怒的葡萄》、《伊甸之東》和《人鼠之间》等。

## 生平

### 早期生活及作品

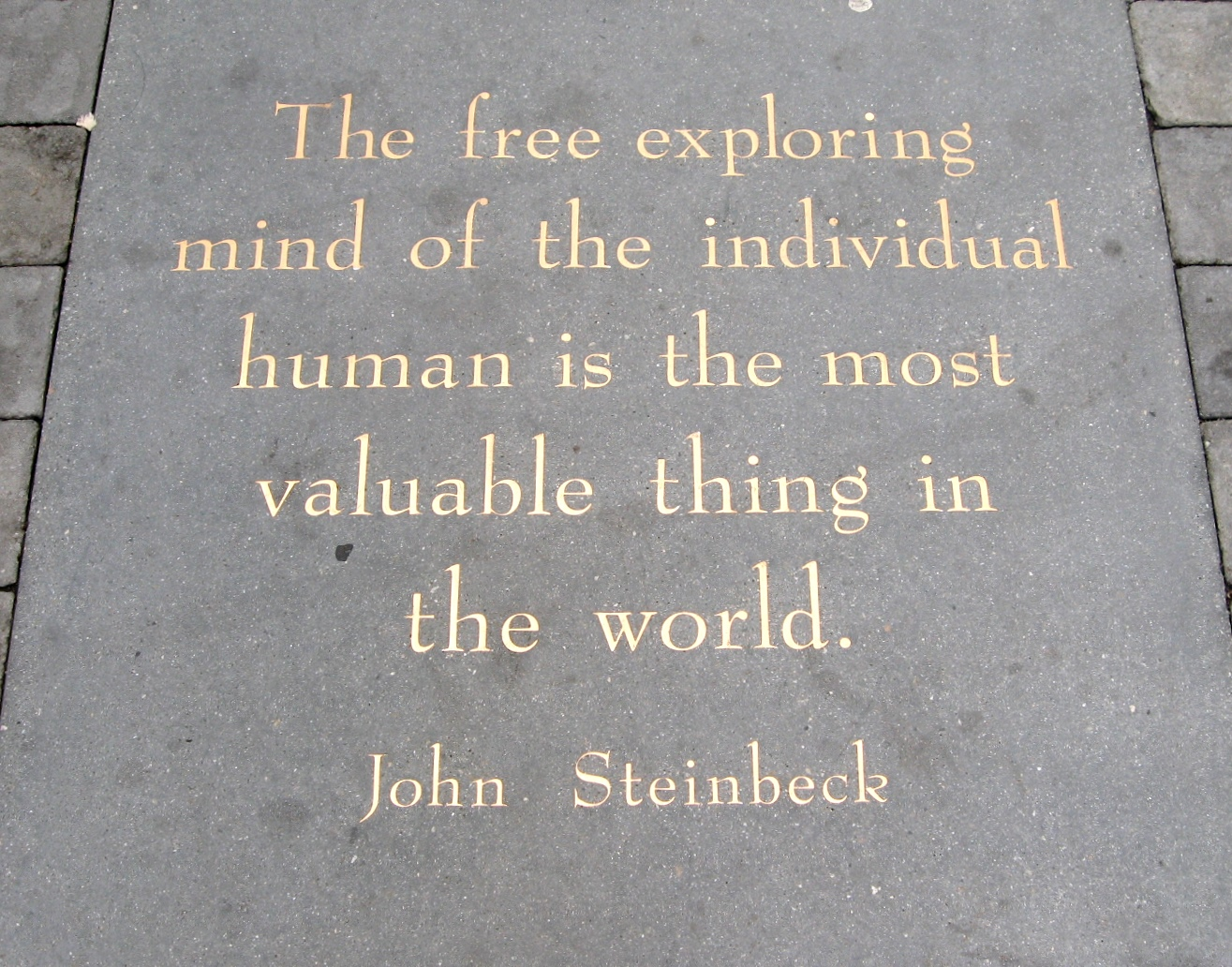
約翰·斯坦貝克所言：人类自由探索的精神是世界上最有价值的事

斯坦贝克出生于1902年，加利福尼亚（California）的萨琳娜斯（Salinas）。史坦貝克的父亲名叫约翰·厄恩斯特·史坦貝克二世，是第一代到美国的德国移民，有德国和爱尔兰血统。史坦貝克曾经断断续续在斯坦福大学上学，直到1925年他正式退学，他没有毕业，而是打算全力成为一名作家。
斯坦贝克的第一部小说出版于1929年，是以神话为题材，名叫《金杯》，可惜并不成功。斯坦贝克的首次得到评论家的赞赏，是他在1935年写的小说《薄餅坪》，他因此获得了加利福尼亚联邦俱乐部的金牌奖。这个讲述一个年轻人在大萧条时期，加州蒙特里杰克市，Tortilla Flat区的经历在1942年被搬上银幕，由史宾塞·屈赛，海蒂·拉玛和约翰·加菲尔德主演。
他是1962年诺贝尔文学奖的得主，主要作品有《人鼠之间》（1937年）、曾经获得普立兹奖的《愤怒的葡萄》（1939年）、《珍珠》(1947年)、《伊甸园东》（1955年）、和旅行记录《与查里一起旅行: 寻找美国》(1960年)。史坦貝克的作品多描写大萧条时期的平民阶级及移民工人的生活，他的作品里经常出现在生活中挣扎的人物，被认为是受了自然主义文学的影响。他的故事和人物都是来自20世纪上半叶时真正存在的历史环境和事件。他的小说反映了他广泛的兴趣，比如海洋生物学，爵士乐，政治，哲学，历史和神话。
他的17部作品，包括《人鼠之间》、《憤怒的葡萄》、《珍珠》、《伊甸园东》等都曾被好莱坞搬上银幕，而史坦貝克自己写的剧本也有相当的好评，他给阿尔弗雷德·希区柯克的电影《救生艇》写的剧本曾经在1945年得到奥斯卡金像奖最佳剧本奖的提名。

## 社会活动

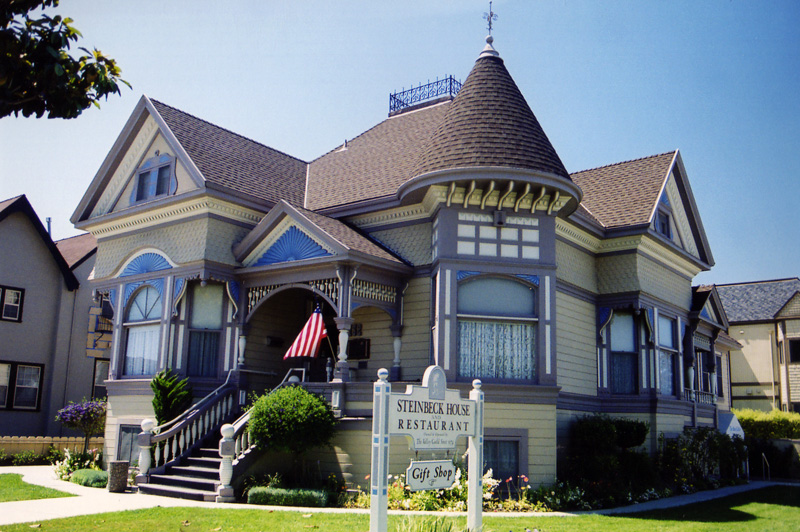
約翰·史坦貝克之家

他是一个地方主义者，自然主义者，神秘主义者，也是无产阶级作家。他也因为同情当时的移民工人而得到广泛的尊敬。

### 婚姻
妻子:
- Carol Henning Steinbeck Brown，1930年结婚，1942年离婚，于1983年2月8日在加州蒙特雷市去世。
- Gwyndolyn Conger Steinbeck，1943年结婚，1948年离婚，于1975年12月30日去世。
- Elaine Anderson Scott Steinbeck，1950年结婚，于2003年4月27日去世。传说他的鬼魂经常在他们的合墓附近出现。

儿子（都是Gwyndolyn所生）:
- Thomas Steinbeck，生于1944年8月2日。
- John Steinbeck IV（约翰·史坦貝克四世），生于1946年6月16日，卒于1991年2月7日。

### 获奖与荣誉
- 1936 - 加利福尼亚联邦俱乐部的金牌 最佳加利福尼亚作家奖 (Tortilla Flat)
- 1937 - 加利福尼亚联邦俱乐部的金牌 最佳加利福尼亚作家奖 (In Dubious Battle)
- 1938 - 纽约剧本评论员奖 (《人鼠之间》)
- 1939 - 国家艺术与文字学院　美国最畅销书籍奖
- 1940 - 普立兹奖最佳创作奖 (《愤怒的葡萄》)
- 1946 - 哈孔王图书馆十字奖 (The Moon is Down)
- 1948 - 国家艺术与文字学院
- 1962 - 诺贝尔文学奖
- 1963 - 国会图书馆美国文学部的荣誉顾问
- 1964 - 美国自由勋章
- - 肯尼迪纪念图书馆理事
- - 年度最佳纸皮书奖
- - 新闻届自由勋章
- 1966 - Member of the National Arts Council
- 1979 - US Postal Service issued a John Steinbeck Commemorative Stamp
- 1983 - Steinbeck Center Foundation started in Salinas, CA
- 1984 - American Arts Gold Medallion of Steinbeck issued by the US Mint
- 1993 - Steinbeck Center Foundation opens interim head quarters
- 1997 - National Steinbeck Center groundbreaking
- 1998 - National Steinbeck Center Grand Opening (June 27, 1998)

## 台灣出版的作品
- 秀峰/譯，《鼠與人》，台北市：新興，1958年。
- 王健、李盈同/譯，《製罐巷》，台北市：台灣學生書局，1968年、1971年。
- 楊耐冬/譯，《大地的象徵》，台北市：水牛出版，1968年、1972年。
- 譯者不詳，《南行的貨車》，高雄市：風行，1961年。
- 郭功雋/譯，《令人不滿的冬天》，台北市：正中書局，1963年、1971年。
- 秋帆/譯，《拋錨汽車》，高雄市：人文書局，1965年。
- 張時/譯，《冬日愁情》，台北市：皇冠雜誌社，1961年、2007年。
- 趙家忠/譯，《月亮下去了》，台南市：綜合出版社，1968年。
- 李繼霖/譯，《紅駒》，台北市：正文書局，1969年。
- 林俊德/譯，《童心》，台北市：雲天，1970年。
- 蔣柏川/譯，《滄海淚珠》，台北市：天人出版社，1970年。
- 陳雙鈞/譯，《滄海淚珠》，台北市：正文書局。1971年。
- 舒吉/譯，《史坦貝克攜犬旅行》，台北市：三民，1971年。
- 段續/譯，《天堂牧場》，台北市：正文書局，1972年。
- 李繼霖/譯，《小紅馬》，台北市：正文書局，1972年。
- 韓正光/譯，《人鼠之間》，台北市：正文書局，1972年。
- 楊耐冬/譯，《月亮下去了》，台北市：大林，1973年第3版。
- 邱海嶽、洪維建/譯，《史坦貝克中篇小說選》，台北市：年鑑，1977年。
- 湯新楣等人/譯，《人鼠之間與不滿的冬天》，台北市：遠景，1981年。
- 楊耐冬/譯，《史坦貝克小說傑作選》，台北市：志文，1982年。
- 文言出版社編輯部/編，《滄海淚珠》，台北市：文言出版社，1982年。
- 蔡明哲/譯，《前進列中》，台北市：德華，1982年。
- 譯者不詳，《人鼠之間》，台北市：歷史文化，1985年。
- 楊耐冬/譯，《憤怒的葡萄》，台北市：志文出版，1986年、2002年。
- 邱慧璋/譯，《伊甸園東》，台北市：遠景出版，1979年初版、1987年6版。
- 胡仲持/譯，《憤怒的葡萄》，台北市：遠景，1989年、1993年。
- 譯者不詳，《人鼠之間》，台北市：文國，1989年、1990年。
- 湯新楣等人/譯，《人鼠之間》，台北市：矜楓出版，1989年。
- 林淑琴/譯，《平原傳奇》，台北市：聯經，1992年。
- 吳雅惠/譯，《小紅馬》，台南市：漢風，1994年。
- 林樹嶺/編著，沈汶誼/插圖，《憤怒的葡萄》，台南市：光田，2001年。
- 杜默/譯，《史坦貝克俄羅斯紀行》，台北市：馬可孛羅文化，2002年。
- 蔡梵谷/譯，《美國與美國人》，台北市：一方出版，2002年。
- 麥慧芬/譯，《查理與我：史坦貝克攜犬橫越美國》，台北市：馬可孛羅文化，2003年。
- 陳宗琛/譯，《憤怒的葡萄(上下冊)》，台北市：春天出版，2013年。
- 陳宗琛/譯，《人鼠之間》，台北市：春天出版，2013年。
- 林捷逸、賴怡毓/譯，《史坦貝克短篇小說選集：長谷×人鼠之間》，台中市：好讀出版社，2020年。
- 蔡宗翰/譯，《人鼠之間》，台北市：如果出版社，2021年。
- 黎湛平/譯，《柯提茲的海》，台北市：貓頭鷹出版社，2021年。
- 鄭襄憶/譯，《珍珠》，新竹縣：一念出版社，2022年。
- 鄭襄憶/譯，《製罐街》，新竹縣：一念出版社，2022年。
- 鄭襄憶/譯，《查理與我》，新竹縣：一念出版社，2023年。
- 鄭襄憶/譯，《月亮下去了》，新竹縣：一念出版社，2023年。
- 胡仲持/譯，《憤怒的葡萄》，新竹縣：一念出版社，2024年。
- 鄭襄憶/譯，《背水一戰》，新竹縣：一念出版社，2024年。
- 邱慧璋/譯，《伊甸園東》，新竹縣：一念出版社，2025年。